# Fontaine du Parvis Notre-Dame
Fontaine du Parvis Notre-Dame byla veřejná fontána v Paříži, která se nacházela před katedrálou Notre-Dame na Parvis Notre-Dame ve 4. obvodu. Od roku 2000 se na náměstí nachází moderní Fontaine Millénaire.

## Historie
První fontána určená k zásobování obyvatel ostrova Cité pitnou vodou postavil v roce 1625 architekt Augustin Guillain a vyzdobil ji sochař Francesco Bordoni. Po roce 1671 byla poháněna čerpadlem Notre-Dame. V roce 1748 byla zbořena při přestavbě náměstí.
Kašna měla tvar čtvercové budovy zakončené kupolovitou střechou, na jejímž vrcholu stála socha a kříž. Pamětní deska nesla latinský nápis: QVI SITUS HUC TENDAS, DESUNT SIT PORTE LIQUORES, PROGEDERE ÆTERNAS DIVA PARABIT AQUAS.

Jako náhrada za původní fontánu byla v roce 1806 navržena další kašna připojená k budově Hôtel-Dieu po straně náměstí. Sestávala ze dvou váz vytesaných z kamene a zdobených basreliéfy. Nacházely se po obou stranách vstupu do budovy v nice na podstavci a voda do nich vtékala bronzovými maskarony. Tyto prvky byly odstraněny a nacházejí se v nemocnici Lariboisière.
Od roku 2000 se na náměstí na křižovatce s Rue d'Arcole nachází fontána Milénia.